# Toupie et Binou
 (mai 2016).
Si vous disposez d'ouvrages ou d'articles de référence ou si vous connaissez des sites web de qualité traitant du thème abordé ici, merci de compléter l'article en donnant les références utiles à sa vérifiabilité et en les liant à la section « Notes et références ».
Toupie et Binou est une série d'animation jeunesse québécoise, adaptée de la collection de livres pour enfants éponyme de Dominique Jolin, produite par Spectra Animation et diffusée entre 2005 et 2006 sur Treehouse TV et Télé-Québec.
Au Québec, la série est diffusée à partir du 18 décembre 2005 sur Télé-Québec, et à partir du printemps 2013 à la Télévision de Radio-Canada. En France, la série est diffusée sur Tiji de 2006 à 2011.
Une nouvelle série, intitulée Toupie et Binou : Vroom Vroom Zoom, mélangeant live-action et animation 3D, a été diffusée en 2009,.

## Synopsis
Toupie et Binou forment un duo inséparable qui aborde la vie avec plaisir et entrain. Débordants d'imagination, ils évoluent dans un univers fantaisiste où se multiplient les situations rocambolesques.

## Fiche technique
- Titre original: Toupie et Binou
- Titre anglophone: Toopy & Binoo
- La voix de Toupie est interprétée par: Marc Labrèche
- Réalisation: Raymond Lebrun, Marcos DaSilva
- Scénario: Inspiré des livres de Dominique Jolin
- Production: Luc Châtelain, André A. Bélanger

## Personnages
- Toupie est une souris drôle, amicale, optimiste et impulsive dont la joie insatiable de vivre n'a d'égale que son amour pour son meilleur ami, Binou. Il porte un T-shirt rouge et jaune et est l'un des personnages principaux de la série. Il a une grande imagination et emmène Binou dans des lieux imaginaires créés par les deux et aime beaucoup de choses différentes, comme partir à l'aventure avec ce dernier.
- Binou est un petit chat adorable qui est logique, sensé et réfléchit avant d'agir. Binou est dévoué à son meilleur ami Toupie, avec lequel il communique par des signes. Binou a un petit toutou en peluche, M. Mou, duquel il ne se sépare que très rarement.

## Historique
La série télévisée, basée sur la série de littérature jeunesse à succès, a été développée conjointement par Dominique Jolin et Raymond Lebrun chez Spectra Animation. Chaque épisode met en vedette une souris anthropomorphique nommée Toupie et son ami, un chat silencieux nommé Binou.
Elle a été diffusée dans plus de 179 pays et doublée en 30 langues. 
La date de sortie du premier long métrage de Toupie et Binou, Toupie et Binou, le film, est prévue le 11 août 2023, avec le retour confirmé de Marc Labrèche pour prêter sa voix à Toupie mais aussi la présence de Xavier Dolan et Stéphane Rousseau au casting vocal,.

## Traduction anglaise
Toupie et Binou est le titre original de la collection de livres pour enfants écrite par Dominique Jolin. Les livres ont été traduits en anglais où les personnages principaux sont baptisés Washington et Deecee. 
Binou est également apparu dans sa propre petite série.